# Carpellodia
La carpellodia è un disturbo relativo alle piante risultante in una deformazione dei frutti causato da uno sviluppo anormale della parte contenente l'ovulo del fiore in angiosperme È comunemente chiamata “faccia di gatto” ed è specifica della papaya.

## Cause
La carpellodia può essere causata da basse temperature notturne in combinazione con elevata umidità e livelli di azoto. Questi fattori possono spiegare perché gli stami si sviluppano in modo anomalo ed in carpelli come strutture carnose causando la formazione di frutti deformati